# ماريا ماركيز
ماريا ماركيز هي لاعبة كرة الماء برازيلية، ولدت في 5 مايو 1976.